# Règle de coupure
Ne doit pas être confondu avec Coupure de Dedekind.
En logique mathématique, la règle de coupure est une règle d'inférence du calcul des séquents, qui généralise  le modus ponens. Sa signification est que, si une formule A apparaît comme conclusion dans un séquent et comme hypothèse dans un autre, on peut alors inférer un séquent dans lequel la formule A n'apparaît pas. 

## Notation formelle
Son écriture formelle en  calcul des séquents est:
coupure
{\displaystyle {\cfrac {\Gamma \vdash A,\Delta \qquad \Gamma ',A\vdash \Delta '}{\Gamma ,\Gamma '\vdash \Delta ,\Delta '}}}

## Intuition
On peut s'imaginer la formule qui intervient dans la coupure comme ce que les mathématiciens appellent un « lemme ».  Dans les prémisses, le premier séquent démontre le lemme, le deuxième séquent utilise le lemme.  Dans la conclusion, le séquent résultant de la coupure, énonce comment les conclusions dépendent des hypothèses sans faire référence au lemme.

## Élimination
La règle de coupure est l'objet d'un théorème important de logique, le théorème d'élimination des coupures. Il précise que toute formule qui possède une preuve dans le calcul des séquents, qui utilise à un moment ou à un autre la règle de coupure, possède également une preuve sans coupure, c'est-à-dire, une preuve qui n'utilise pas la règle de coupure. 
L'élimination des coupures permet de démontrer la cohérence d'un système de preuve. En prouvant que toute démonstration peut être transformée en une démonstration sans coupures, le théorème d'élimination des coupures garantit qu'il est impossible de dériver une contradiction dans un système cohérent, car une preuve sans coupures n'inclut pas d'argument indirect ou de « saut » logique qui pourrait masquer une incohérence.